# 1228
سنة 1228 كانت سنة كبيسة تبدأ يوم السبت (الرابط يظهر نموذج التقويم الكامل للسنة) من التقويم اليولياني.

## أحداث
- تأسيس مدينة أولايفينزا وتقع حاليا في إسبانيا.
- صيف 1228: انطلاق الحملة الصليبية السادسة.
- أبو زكريا يؤسس الدولة الحفصية في أفريقية

## مواليد
- عبد السلام بن مشيش.
- تران هونج داوو.
- الناصر يوسف.
- شهاب الدين القرافي.
- عبد السلام بن مشيش.
- كونراد الرابع ملك ألمانيا.

## وفيات
- إيزابيلا الثانية (القدس).